# Ehejubiläumsmedaille (Hamburg)
Die Ehejubiläumsmedaille wurde 1902 vom Hamburger Senat für langverheiratete Ehepaare gestiftet. Es gibt sie in zwei Ausführungen:
- goldfarben zur Goldenen Hochzeit
- platinfarben zur Diamantenen Hochzeit

Auf Anfrage erhalten Ehepaare zur Goldenen und Diamantenen Hochzeit (50 bzw. 60 Jahre) ein Glückwunschschreiben des Ersten Bürgermeisters sowie die Ehejubiläumsmedaille. Auf Anfrage erhalten Ehepaare zur Eisernen (65 Jahre), Gnaden- (70 Jahre) und zur Kronjuwelenhochzeit (75 Jahre) ein Glückwunschschreiben des Ersten Bürgermeisters. 